# Gonneville-la-Mallet

Gonneville-la-Mallet este o comună în departamentul Seine-Maritime, Franța. În 1 ianuarie 2022 avea o populație de 1.351 de locuitori.